# Ivychurch
Ivychurch est un village et une paroisse civile situé dans le district de Folkestone and Hythe, dans le comté du Kent, en Angleterre. En 2011, sa population est de 253 habitants.

## Source de la traduction
- (en) Cet article est partiellement ou en totalité issu de l’article de Wikipédia en anglais intitulé « Ivychurch » (voir la liste des auteurs).